# North American Aviation
North American Aviation Inc. är en amerikansk flygplanstillverkare grundad 1928.
North American slogs 1967 samman med Rockwell Standard Corporation till North American Rockwell Corporation, som 1973 bytte namn till Rockwell International.

## Historia
Clement Melville Keys grundade North American Aviation som ett holdingbolag som kontrollerade ett antal flygbolag och andra relaterade bolag. Efter att flygposten övertogs av US Army Air Corps med Air Mail Act of 1934 föll marknaden och North American Aviation transformerades till att bli ett tillverkningsföretag under ledning av James H. Kindelberger som hade rekryterats från Douglas Aircraft. 1933 köpte General Motors en kontrollerande aktiepost i bolaget.

### Andra världskriget
Man började kriget med att tillverka skolflygplanet T-6 Texan. Under 1939 till 1940 utvecklade man B-25 Mitchell som kom att bli en av US Army Air Corps viktigaste medeltunga bombplan under kriget.
Då företaget redan tillverkade skolflygplan till RAF så fick man frågan om det kunde tillverka Curtiss Tomahawk på licens från Curtiss, då det var det enda amerikanska jaktplanet som 1940 var i närheten av de brittiska kraven. North American's VD James H. Kindelberger svarade att man kunde ta fram ett nytt och bättre plan på samma tid som det skulle ta att sätta upp licensproduktionen. Detta nya flygpaln kom att bli North American P-51 Mustang, i mars 1940 beställde Ministry of Aircraft Production 320 plan. Första flygningen gjordes den 26 oktober 1940 och planets togs i tjänst i april 1941. Efter att man under 1942 låtit ingenjörerna på Rolls-Royce modifierade fem stycken Mustang I genom att förse dem med nya motorfästen, en Merlin 61 motor med en tvåstegskompressor med två varvtal och en Rotolpropeller från Spitfire Mk. IX. Så föddes den nya P-51B som kom att bli en massiv succé.

### Efterkrigstiden
Efter kriget så minskades antalet anställda från toppen på 91 000 till 5 000 under 1946. Under koreakriget ökade bolaget igen tack vare North American F-86 Sabre som dominerade flygkriget över Korea. Den följdes upp med F-100 Super Sabre som kom tillverkas i 2 294 exemplar.

### Rymdprogrammet
Då både North American F-107 och XF-108 Rapier lades ner under slutet på 1950-talet så beslutade man sig för att satsa på kontrakt inom det växande rymdprogrammet. Man blev huvudkontraktor för Apollos kommando- och servicemodul och det andra steget på Saturn V raketen. Efter olyckan med Apollo 1 i januari 1967 som delvis skylldes på North American så gick man i mars 1967 upp i Rockwell International.

## Flygplan tillverkade av North American
- North American B-25 Mitchell (bombflygplan)
- North American F-86 Sabre (jaktflygplan)
- North American F-100 Super Sabre (jaktflygplan)
- North American Harvard (skolflygplan)
- North American NA-16 (skolflygplan)
- North American OV-10 Bronco (attackflygplan)
- North American P-51 Mustang (jaktflygplan)
- North American X-15 (raketflygplan)
- North American XB-70 Valkyrie (bombflygplan)